# Beata Mikołajczyk

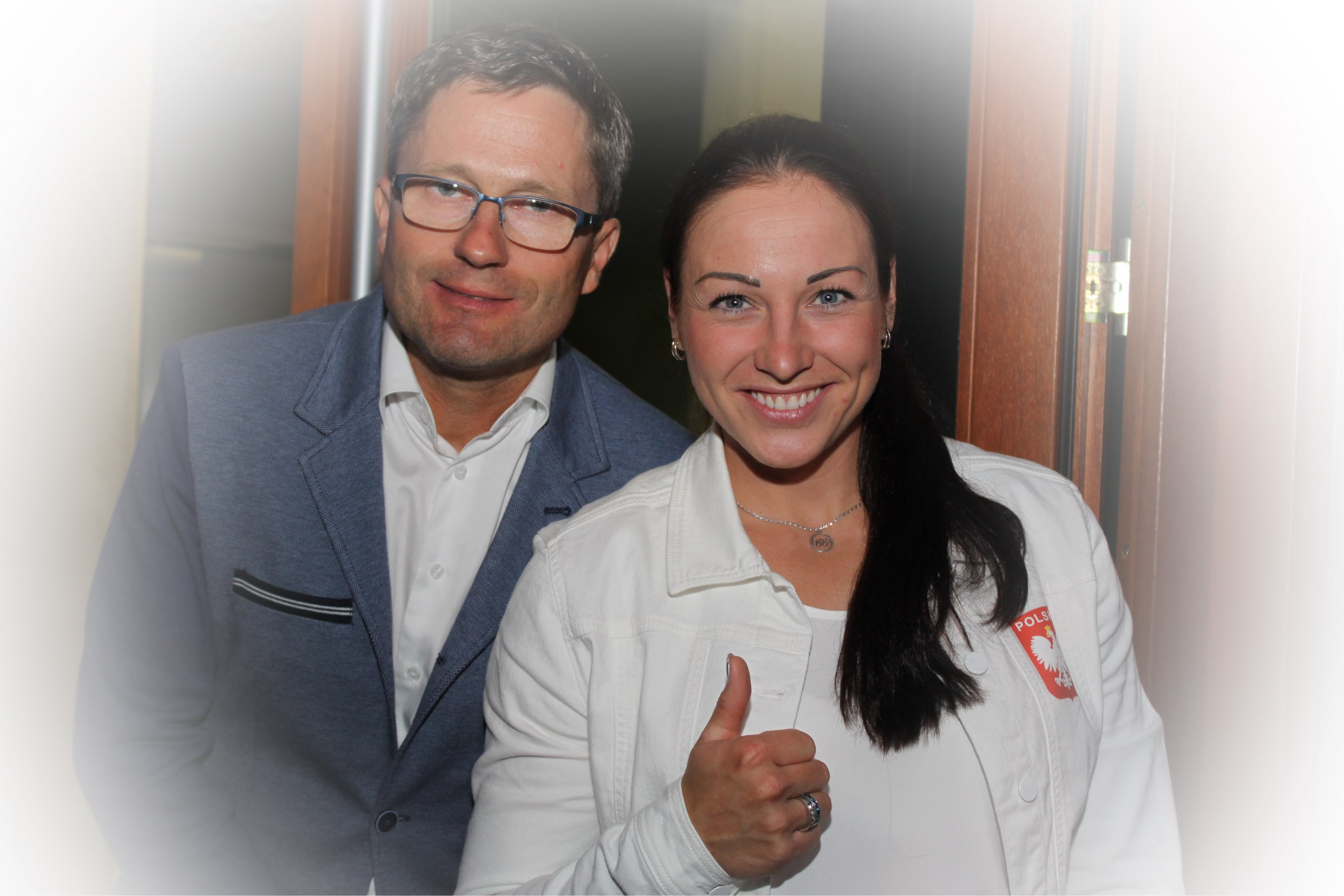
T. Kryk (trener) i B. Mikołajczyk (2016 r.)

Beata Leokadia Mikołajczyk, po mężu Rosolska (ur. 15 października 1985 w Bydgoszczy) – polska kajakarka, wicemistrzyni olimpijska z Letnich Igrzysk Olimpijskich w Pekinie, brązowa medalistka Letnich Igrzysk Olimpijskich w Londynie i Letnich Igrzysk Olimpijskich w Rio de Janeiro, mistrzyni świata, mistrzyni Europy, młodzieżowa mistrzyni Europy, wicemistrzyni świata juniorek, brązowa medalistka mistrzostw Europy juniorek i wielokrotna mistrzyni Polski. Była zawodniczką UKS Kopernik Bydgoszcz.
W 2017 wyszła za mąż za kajakarza Rafała Rosolskiego. Ma syna Szymona.
W 2020 zakończyła karierę sportową.
Od 2016 upamiętniona w Bydgoskiej Alei Autografów.

## Życiorys

### Igrzyska olimpijskie
W 2008 reprezentowała Polskę na igrzyskach olimpijskich w Pekinie w konkurencji – kajakarstwo klasyczne: K-2 500, K-4 500. Start w zawodach tej rangi był jej debiutem. Jej współpartnerką w kobiecej dwójce była Aneta Konieczna, z którą w pierwszym biegu zajęły 2. miejsce, co wiązało się z awansem do finału. W ostatniej konfrontacji z przeciwniczkami w konkurencji K-2 500 przypłynęły na 2. pozycji, zostając wicemistrzyniami olimpijskimi. Wraz z Anetą Konieczną, Edytą Dzieniszewską i Dorotą Kuczkowską przystąpiła do rywalizacji na dystansie 500 m, którą rozpoczęły od zajęcia 2. lokaty, która dała bezpośredni awans do finału. Finałowe zmagania dla polek zakończyły się miejscem tuż za podium, ze stratą 0,048 s do Australijek.
W 2012 była reprezentantką kraju na igrzyskach olimpijskich w Londynie w konkurencji – kajakarstwo klasyczne: K-2 500, K-4 500. W parze z Karoliną Nają przystąpiła do konkurencji K-2 500, którą rozpoczęły od biegu kwalifikacyjnego, kończąc go z czasem wymagającym startu w półfinale. Kolejna konfrontacja z rywalkami miała miejsce w drugim półfinale, w którym finiszowały na mecie na 3. miejscu, uzyskując wynik uprawniający do startu w finale A. W finale przypłynęły na 3. pozycji i tym samym zostały brązowymi medalistkami igrzysk olimpijskich. Z Anetą Konieczną, Martą Walczykiewicz i Karoliną Nają tworzyły polską osadę w konkurencji K-4 500, którą zainaugurowały 9. czasem w kwalifikacjach. W biegu półfinałowym osiągnęły wynik – 1:30.338, ustanawiając tym samym nowym rekord olimpijski. Finał zmagań w batalii osad czteroosobowych zwieńczyły 4. lokatą.
W 2016 po raz kolejny została reprezentantką kraju nad Wisłą na igrzyskach olimpijskich w Rio de Janeiro w konkurencji – kajakarstwo klasyczne: K-2 500, K-4 500. Do rywalizacji w konkurencji K-2 500 przystąpiła w parze z Karoliną Nają, z którą zajęła 2. miejsce w eliminacjach. W swoim półfinale okazały się najlepsze. W finale uplasowały się na 3. pozycji i tym samym stając się po raz kolejny brązowymi medalistkami igrzysk olimpijskich. Pozycja medalowa zawodniczki z Bydgoszczy przyczyniła się do tego, że stała się drugą kajakarką, która zdobyła trzy medale na igrzyskach olimpijskich, a także pierwszą, która zdobyła swoje krążki na każdych igrzyskach, w których wzięła udział.

## Trenerzy
- 1996 – 1997 – Wiesław Rakowski – (Trener klubowy)
- 1997 – 1999 – Marek Głomski – (Trener klubowy)
- 1999 – ....... – Wiesław Rakowski – (Trener klubowy)
- 2000 – 2004 – Zbigniew Kowalczuk – (Trener SMS Wałcz)
- 2001 – 2002 – Krystyna Głażewska – (Trenerka Kadry Juniorek)
- 2002 – 2005 – Piotr Głażewski – (Trener Kadry Seniorek)
- 2005 – 2009 – Michał Brzuchalski – (Trener Kadry Seniorek)
- 2009 – 2009 – Wiesław Rakowski – (Trener Kadry Seniorek)
- 2009 – 2009 – Piotr Głażewski – (Trener Kadry Seniorek)
- 2009 – 2009 – Tomasz Kryk – (Trener Kadry Seniorek)
- 2010 – 2010 – Wiesław Rakowski – (Trener Indywidualny Kadry Seniorek)
- 2011 – 2020 – Tomasz Kryk – (Trener Kadry Seniorek)

## Osiągnięcia

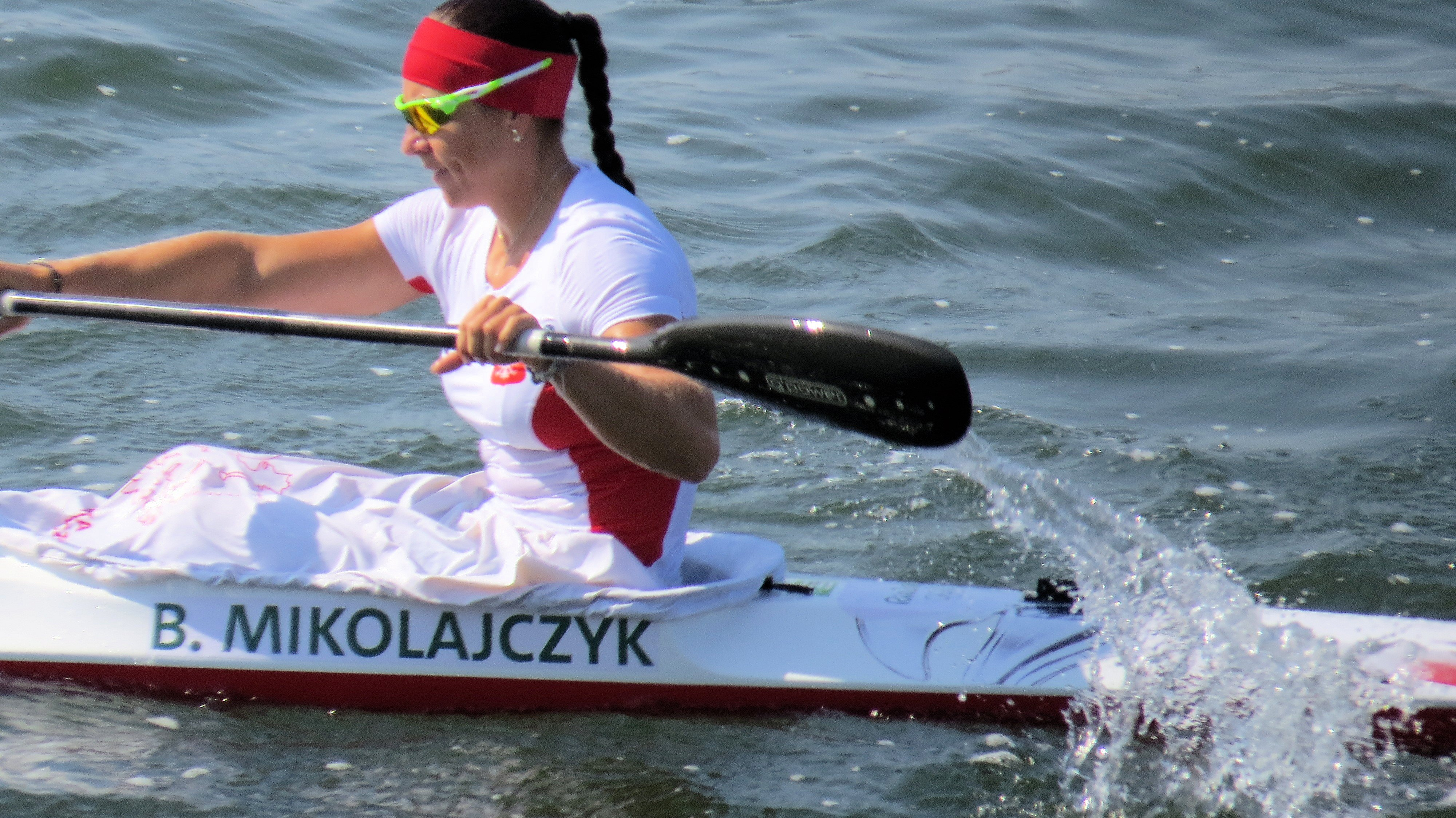
Mikołajczyk na igrzyskach olimpijskich w 2016 roku

### Igrzyska Olimpijskie
| Rok  | Impreza              | Miejsce        | Konkurencja | Lokata     | Źródło |
| ---- | -------------------- | -------------- | ----------- | ---------- | ------ |
| 2008 | Igrzyska olimpijskie | Pekin          | K-2 500 m   | 2. miejsce | [ 1 ]  |
| 2008 | Igrzyska olimpijskie | Pekin          | K-4 500 m   | 4. miejsce | [ 10 ] |
| 2012 | Igrzyska olimpijskie | Londyn         | K-2 500 m   | 3. miejsce | [ 2 ]  |
| 2012 | Igrzyska olimpijskie | Londyn         | K-4 500 m   | 4. miejsce | [ 16 ] |
| 2016 | Igrzyska olimpijskie | Rio de Janeiro | K-2 500 m   | 3. miejsce | [ 20 ] |

### Mistrzostwa Świata Seniorów
- Mistrzostwa Świata Seniorów (Racice 2017) – 6. miejsce k-2 500m
- Mistrzostwa Świata Seniorów (Racice 2017) – 6. miejsce k-4 500m
- Mistrzostwa Świata Seniorów (Mediolan – 2015) – 4. miejsce k-4 500m (kwalifikacja olimpijska)
- Mistrzostwa Świata Seniorów (Mediolan – 2015) – 4. miejsce k-2 500m (kwalifikacja olimpijska)
- Mistrzostwa Świata Seniorów (Moskwa – 2014) – 2. miejsce k-4 500m
- Mistrzostwa Świata Seniorów (Moskwa – 2014) – 3. miejsce k-2 500m
- Mistrzostwa Świata Seniorów (Duisburg – 2013) – 4. miejsce k-4 500m
- Mistrzostwa Świata Seniorów (Duisburg – 2013) – 2. miejsce k-2 200m
- Mistrzostwa Świata Seniorów (Duisburg – 2013) – 3. miejsce k-2 500m
- Mistrzostwa Świata Seniorów (Segedyn – 2011) – 3. miejsce k-2 500 m (kwalifikacja olimpijska)
- Mistrzostwa Świata Seniorów (Poznań – 2010) – 6. miejsce k-1 500m
- Mistrzostwa Świata Seniorów (Poznań – 2010) – 7. miejsce k-1 1000m
- Mistrzostwa Świata Seniorów (Dartmouth – 2009) – 4. miejsce k-4 500m
- Mistrzostwa Świata Seniorów (Dartmouth – 2009) – 1. miejsce K-2 1000 m
- Mistrzostwa Świata Seniorów (Dartmouth – 2009) – 4. miejsce k-2 500 m
- Mistrzostwa Świata Seniorów (Duisburg – 2007) – 7. miejsce K-1 500 m (kwalifikacja olimpijska)
- Mistrzostwa Świata Seniorów (Segedyn – 2006) – 8. miejsce K-1 500 m
- Mistrzostwa Świata Seniorów (Segedyn – 2006) – 4. miejsce K-4 200 m
- Mistrzostwa Świata Seniorów (Segedyn – 2006) – 4. miejsce K-4 500 m
- Mistrzostwa Świata Seniorów (Zagrzeb – 2005) – 5. miejsce K-2 500 m
- Mistrzostwa Świata Seniorów (Zagrzeb – 2005) – 6. miejsce K-1 1000 m

### Mistrzostwa Europy Seniorów
- Mistrzostwa Europy Seniorów (Poznań – 2004) – 2. miejsce K-1 1000 m
- Mistrzostwa Europy Seniorów (Poznań – 2004) – 8. miejsce K-1 500 m
- Mistrzostwa Europy Seniorów (Poznań – 2005) – 1. miejsce K-4 1000 m
- Mistrzostwa Europy Seniorów (Poznań – 2005) – 3. miejsce K-4 500 m
- Mistrzostwa Europy Seniorów (Racice – 2006) – 2. miejsce K-1 500 m
- Mistrzostwa Europy Seniorów (Racice – 2006) – 4. miejsce K-1 1000 m
- Mistrzostwa Europy Seniorów (Pontevedra – 2007) – 7. miejsce K-1 500 m
- Mistrzostwa Europy Seniorów (Pontevedra – 2007) – 5. miejsce K-1 1000 m
- Mistrzostwa Europy Seniorów (Mediolan – 2008) – 8. miejsce K-2 500 m (kwalifikacja olimpijska)
- Mistrzostwa Europy Seniorów (Mediolan – 2008) – 2. miejsce K-4 1000 m
- Mistrzostwa Europy Seniorów (Brandenburg – 2009) – 4. miejsce k-2 1000m
- Mistrzostwa Europy Seniorów (Brandenburg – 2009) – 8. miejsce k-2 500m
- Mistrzostwa Europy Seniorów (Trasona – 2010) – 6. miejsce k-1 500m
- Mistrzostwa Europy Seniorów (Trasona – 2010) – 3. miejsce k-1 1000m
- Mistrzostwa Europy Seniorów (Belgrad – 2011) – 3. miejsce k-2 500m
- Mistrzostwa Europy Seniorów (Belgrad – 2011) – 6. miejsce k-2 200m
- Mistrzostwa Europy Seniorów (Zagrzeb – 2012) – 3. miejsce k-2 500m
- Mistrzostwa Europy Seniorów (Zagrzeb – 2012) – 1. miejsce k-2 1000m
- Mistrzostwa Europy Seniorów (Montemor o Velho – 2013)  – 1. miejsce k-2 1000m
- Mistrzostwa Europy Seniorów (Montemor o Velho – 2013) – 1. miejsce k-2 500m
- Mistrzostwa Europy Seniorów (Brandenburg – 2014) – 2. miejsce k-2 500m
- Mistrzostwa Europy Seniorów (Brandeburg – 2014) – 2. miejsce k-4 500m
- Mistrzostwa Europy Seniorów (Racice – 2015) – 2. miejsce k-2 1000m
- Mistrzostwa Europy Seniorów (Racice – 2015) – 1. miejsce k-2 500m
- Mistrzostwa Europy Seniorów (Racice – 2015) – 2. miejsce k-2 200m
- Mistrzostwa Europy Seniorów (Płowdiw – 2017) – 2. miejsce k-1 1000m
- Mistrzostwa Europy Seniorów (Płowdiw – 2017) – 2. miejsce k-4 500m
- Mistrzostwa Europy Seniorów (Płowdiw – 2017) – 3. miejsce k-2 500m

### Młodzieżowe Mistrzostwa Europy
- Młodzieżowe Mistrzostwa Europy (Poznań – 2004) – 1. miejsce K-1 500 m
- Młodzieżowe Mistrzostwa Europy (Poznań – 2004) – 1. miejsce K-1 1000 m
- Młodzieżowe Mistrzostwa Europy (Płowdiw – 2005) – 1. miejsce K-2 500 m
- Młodzieżowe Mistrzostwa Europy (Płowdiw – 2005) – 1. miejsce K-1 1000 m

### Puchar Świata Seniorów
Od 2003 do 2019 – 42 medale (22 złotych, 16 srebrnych, 4 brązowe)

### Mistrzostwa Świata Juniorów
- Mistrzostwa Świata Juniorów (Komatsu – 2003) – 2. miejsce K-1 1000 m
- Mistrzostwa Świata Juniorów (Komatsu – 2003) – 3. miejsce K-1 500 m
- Mistrzostwa Świata Juniorów (Komatsu – 2003) – 6. miejsce K-4 500 m

### Mistrzostwa Europy Juniorów
- Mistrzostwa Europy Juniorów (Zagrzeb – 2002) – 3. miejsce K-1 500 m
- Mistrzostwa Europy Juniorów (Zagrzeb – 2002) – 3. miejsce K-2 1000 m
- Mistrzostwa Europy Juniorów (Zagrzeb – 2002) – 5. miejsce K-4 500 m

### Mistrzostwa Polski Młodzik – Senior
Od 1998 do 2019 – 60 medali (39 złotych, 14 srebrnych, 7 brązowych)

## Odznaczenia
- Krzyż Kawalerski Orderu Odrodzenia Polski – 2013[22]
- Złoty Krzyż Zasługi – 2008[23]